# Renate Apitz
Renate Apitz (* 4. Mai 1939 in Breslau; † 19. Dezember 2008 in Bad Saarow) war eine deutsche Schriftstellerin.

## Leben
Renate Apitz wuchs ab 1944 in Berlin auf. Von 1960 bis 1964 studierte sie Theaterwissenschaft und Kunstgeschichte an der Humboldt-Universität zu Berlin. Von 1964 bis 1991 war sie Dramaturgin beim Rundfunk der DDR, hier verfasste sie diverse Hörspiele, Features und Reportagen.
Renate Apitz ist Verfasserin von zwei Sammlungen mit  Erzählungen über Frauenschicksale. Ihr Hauptwerk ist der Roman „Hexenzeit“, in dem das letztlich gescheiterte Leben einer im Dritten Reich geborenen Frau geschildert wird; in seiner verschachtelten Erzählweise ist das Werk stark von der modernen lateinamerikanischen Literatur beeinflusst.

## Schriften
- Evastöchter, Rostock 1981
- Hexenzeit, Rostock 1984
- Herbstzeitlose, Rostock 1989

## Hörspiele
- Das Eselein, 1981
- Saatfrüchte sollen nicht vermahlen werden, 1982
- Irenenstraße 21, 1983